# Max Verstappen
Max Emilian Verstappen (pronunciación en neerlandés: /ˈmɑks vɛrˈstɑ.pə(n)/; Hasselt, 30 de septiembre de 1997) es un piloto de automovilismo neerlandés nacido en Bélgica. Ganó el Campeonato Mundial de Karting en 2013 y fue tercero del Campeonato Europeo de Fórmula 3 de la FIA en su debut en monoplazas. Desde 2015 compite en Fórmula 1, debutando en la escudería Toro Rosso. A partir de 2016 lo hace en el equipo Red Bull Racing, obteniendo dos terceros puestos en 2019 y 2020, y resultando tetracampeón del Campeonato Mundial de Fórmula 1 con los títulos obtenidos en 2021, 2022, 2023 y 2024.
Max Verstappen es el tercer piloto con mayor número de victorias en la historia de la categoría con 65 grandes premios ganados, el cuarto con más podios: 117, el quinto con más pole position: 44, el sexto con más vueltas rápidas: 34, y el tercero con más Grand Chelem igualado con Alberto Ascari y Michael Schumacher: 5.
El 3 de octubre de 2014, siendo piloto de reserva de la escudería Toro Rosso, formó parte en la primera sesión oficial de entrenamientos libres del Gran Premio de Japón de 2014, con 17 años y tres días, de esa forma fue la persona más joven en la historia de la Fórmula 1 en participar en un fin de semana de Gran Premio. Entre otros récords, es el primer piloto de nacionalidad neerlandesa en subir al primer lugar del podio de la categoría, lo hizo en el Gran Premio de España de 2016 en su primera carrera con Red Bull.
Posee varios récords como el piloto más joven de la Fórmula 1: (1) Competir en un Gran Premio, hizo su debut con 17 años y 166 días en el Gran Premio de Australia de 2015 con la Scuderia Toro Rosso. (2) Sumar puntos en el Gran Premio de Malasia de 2015 con 17 años y 180 días. (3) Ganar un Gran Premio. (4) Subir al podio. Los récords mencionados en los puntos 3 y 4 fueron logrados teniendo 18 años, 7 meses y 15 días en el Gran Premio de España de 2016. (5) Récord de vuelta en una sesión, esta fue en la tercera práctica libre en el Autódromo Hermanos Rodríguez de México el 28 de octubre de 2017. (6) En el Gran Premio de Austria de 2021 después de 128 grandes premios, 50 podios y 15 victorias, consiguió su primer Grand Chelem con 23 años, 9 meses y 4 días. (7) Obtener 100 podios con 26 años, 5 meses y 9 días en el Gran Premio de Arabia Saudita de 2024.
Fue el primer ganador en la historia de una carrera sprint, clasificatoria para el Gran Premio de Gran Bretaña de 2021. Ese año se proclamó campeón de Fórmula 1 tras ganar en el Gran Premio de Abu Dabi; última carrera de la temporada; derrotando al defensor del título Lewis Hamilton en la vuelta final, con quien había llegado empatado en puntos. De esta forma, también se convirtió en el primer neerlandés en obtener el título. Dicha temporada fue catalogada casi en forma unánime, como una de las mejores en la historia de la categoría.
En 2023 logró dos récords con respecto a las vueltas lideradas, tanto en su cantidad como en el kilometraje recorrido, 1003/1325 (75,70 %) y 4914/6700 (73,34 %) respectivamente.
El «efecto Verstappen» en las normativas de la Federación Internacional del Automóvil (FIA). La llegada de Max Verstappen y otros pilotos de corta edad e inexperiencia a la Fórmula 1, provocó la desconfianza en las altas autoridades de la FIA. El 6 de enero de 2015 en una reunión mantenida en Doha la FIA dio los detalles del nuevo sistema de licencias que regiría a partir de 2016. Con respecto a la Superlicencia de la FIA es, como su nombre indica, una autorización, la cual ratifica la capacidad de un piloto y le abre la posibilidad a competir en la Fórmula 1. Entre los nuevos requisitos el más relevante es la edad del piloto, fijada en 18 años. Por ello, mientras esta normativa siga vigente, lo conseguido por él jamás podrá ser superado.

## Carrera

### Inicios
Comenzó en el karting a los 7 años y de inmediato se convirtió en campeón de la Clase Mini del campeonato belga. En 2006, en la misma clase campeón al ganar las 21 pruebas. En 2007 ganó en el ligeramente superior Rotax Mini Maxklasse todas las 18 carreras. En 2008, de nuevo en la clase Rotax Mini Max, ganó 16 de 18 carreras. Compitió en el campeonato Benelux en el Rotax Mini Maxklasse, un certamen con doce carreras en tres fines de semana de las cuales ganó once pruebas. Debido a esto en 2008 con tan solo 11 años, fue lanzado en la Clase Cadete en el campeonato belga y también fue campeón con once victorias en doce carreras.
Para el 2009, se unió al Equipo Pex Racing, un equipo de CRG. Ganó el campeonato Minimax y el campeonato KF5 belga.
En 2010, se acercó al karting internacional. Se unió al equipo CRG para correr en los campeonatos mundiales y europeos. En el KF3 Copa del Mundo, terminó segundo detrás del experimentado Alex Albon. Venció a Albon en la WSK Euro Series. También ganó la Serie Mundial WSK, superando a Robert Vişoiu.
En 2011, ganó la WSK Euro Series en una parrilla potenciada por CRG. Para 2012, fue fichado por el Intrepid Driver Program para competir en los campeonatos KF2 y KZ2. Ganó la WSK Master Series en la clase KF2, superando piloto de CRG Felice Tiene. Ganó la Copa de Invierno del Sur de Garda en la clase KF2, superando a Dennis Olsen y Antonio Fuoco.
En 2013, ganó los campeonatos de Europa de KF y KZ. A la edad de 15, ganó el campeonato del mundo de 2013 KZ en Varennes-sur-Allier, Francia, en KZ1, la categoría más alta de karting.

### Florida Winter Series

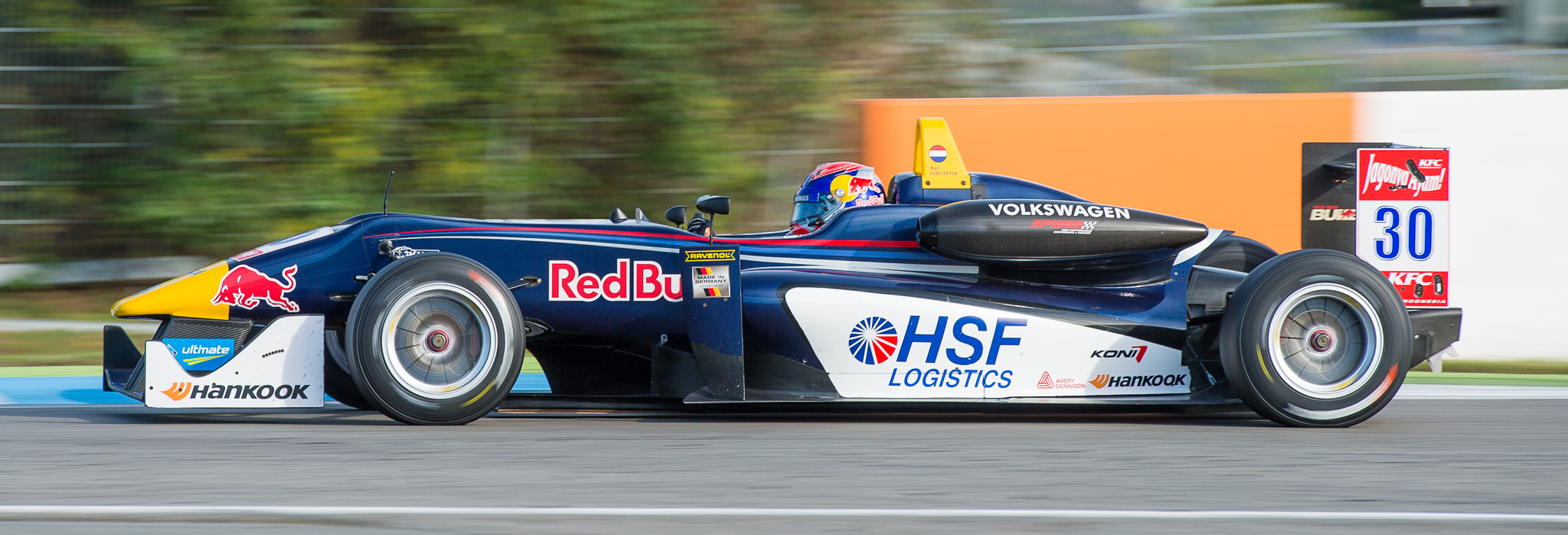
Max Verstappen en el circuito de Hockenheimring, mientras disputaba la temporada 2014 de Fórmula 3 Europea.

Manejó sus primeros metros en un coche de carreras en el circuito de Pembrey el 11 de octubre de 2013. Condujo 160 vueltas en un Barazi-Epsilon FR2.0-10 Renault Fórmula en su primer día. El coche fue proporcionado por el equipo de Dutch Manor MP Motorsport. En diciembre de 2013, probó un Dallara F311 de Fórmula 3, coche dirigido por Motopark Academy. Otra prueba de la Fórmula Renault llegó en diciembre en el Circuito de Jerez. Pilotando para Josef Kaufmann Racing, venció la Fórmula Renault por delante de habituales como Steijn Schothorst y Matt Parry. En el Circuito Ricardo Tormo de Valencia, se impuso a los pilotos más experimentados incluyendo Tatiana Calderón y Eddie Cheever III.
El 16 de enero de 2014, se anunció que Verstappen haría su debut en las carreras en la Florida Winter Series. No fue un evento oficial sancionado por la Federación Internacional del Automóvil (FIA), el organismo rector internacional del automovilismo. El 5 de febrero, en el segundo fin de semana de carreras, Verstappen ganó la carrera en Palm Beach International Raceway después de salir desde la pole. Unas semanas más tarde, Verstappen ganó su segunda carrera de la serie en Homestead-Miami Speedway después de vencer a Nicholas Latifi por 0,004 segundos.

### Fórmula 3 Europea
En 2014, participó en la Fórmula 3 Europea con el equipo Van Amersfoort Racing. El 4 de mayo, ganó la tercera carrera en Hockenheim desde la pole position después de haber comenzado. En la segunda carrera estaba en la pole, pero tuvo que abandonar debido a un problema con su caja de cambios. En Spa-Francorchamps, se convirtió en el primer piloto en 2014 que obtuvo tres victorias en un fin de semana. Una semana más tarde en el Norisring volvió a ganar tres carreras consecutivas. En el circuito de Nürburgring ganó su octava carrera. Verstappen ganó diez carreras, pero fue derrotado por otro novato en la categoría, Esteban Ocon, que ganó nueve carreras más otros nueve segundos puestos. Finalmente acabó tercero en el campeonato.

### Fórmula 1

#### Piloto de pruebas (2014)
En 2014 se unió al Red Bull Junior Team después de que la escudería austríaca le hiciera una oferta inigualable por Mercedes (Red Bull le ofreció subir a un F1 como piloto titular en la temporada 2015), para unirse a su programa de desarrollo de pilotos.
En el Gran Premio de Japón de 2014, reemplazó a Jean-Éric Vergne en el Toro Rosso STR9 durante la primera sesión de entrenamientos libres. Con 17 años y tres días de edad, fue el piloto más joven en la historia del deporte en participar en un fin de semana de carreras de Fórmula 1.
Volvió a probar el monoplaza en Estados Unidos y Brasil.

#### Toro Rosso (2015-2016)

##### 2015

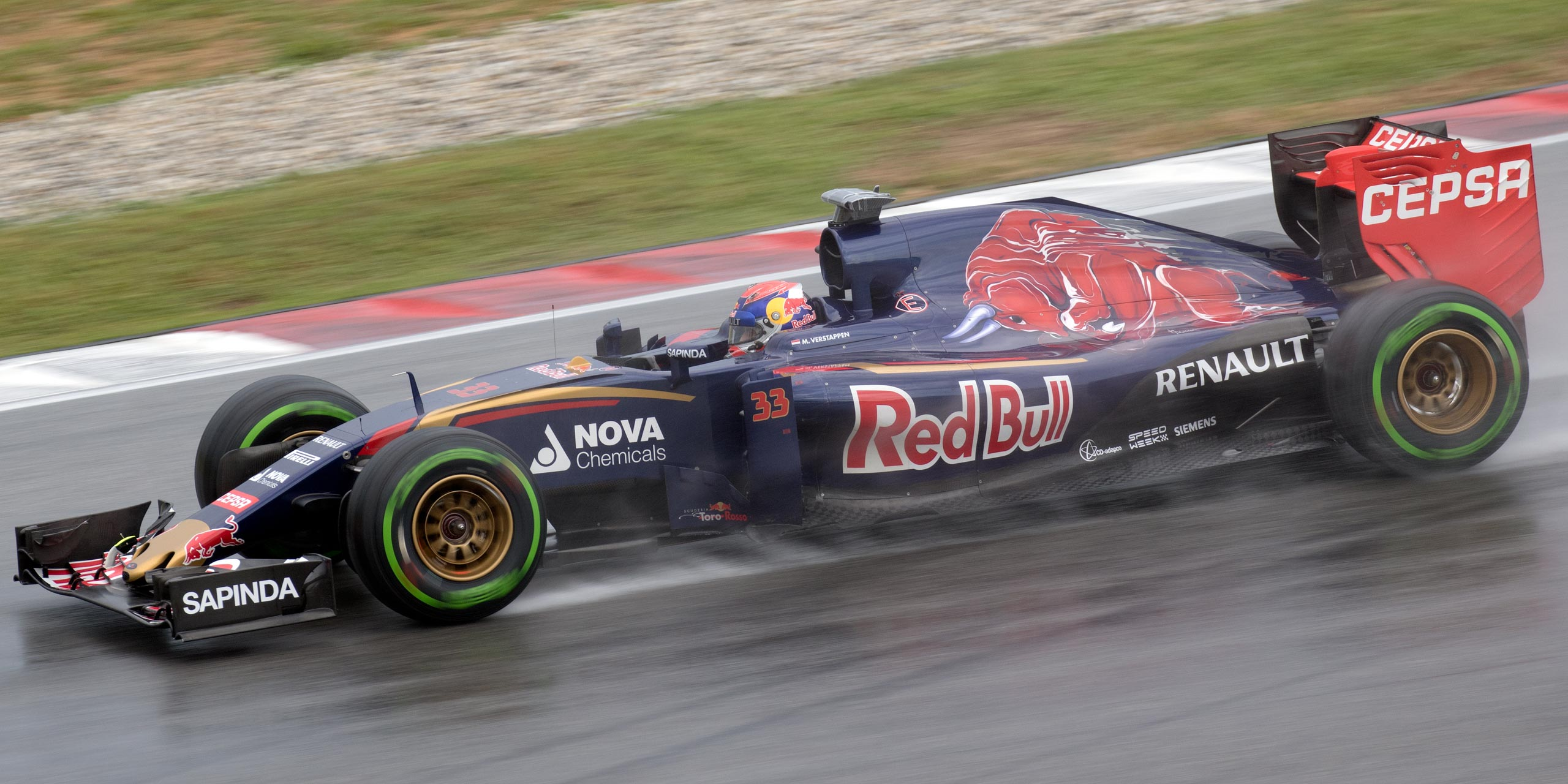
Verstappen en el Gran Premio de Malasia de 2015.

En agosto de 2014, fue confirmado como uno de los pilotos de la Scuderia Toro Rosso para 2015, junto con Carlos Sainz Jr. y en sustitución de Jean-Éric Vergne. A los diecisiete años y 164 días, se convertiría en el piloto más joven en iniciar una carrera del Campeonato del Mundo, superando el récord de Jaime Alguersuari por casi dos años.
El domingo 29 de marzo de 2015, se convierte en el piloto más joven en conseguir puntos en la F1, en el Gran Premio de Malasia. Posteriormente, entre problemas de fiabilidad, no puede volver a puntuar hasta 5 carreras después. No obstante, se recupera a lo grande en el Gran Premio de Hungría, donde logró un cuarto puesto, resultado que repite en Austin.
Llegó a encadenar seis carreras consecutivas puntuando. Terminó siendo el debutante del año y acaparando numerosos halagos por parte de periodistas y público.

##### 2016
Comenzó la temporada 2016 en Toro Rosso nuevamente junto a Sainz. Clasificó quinto para la carrera inaugural de la temporada en Australia, pero durante la carrera hizo varias llamadas por radio a su equipo debido a la frustración de estar detrás de Sainz en la pista antes de que el Toro Rosso de Verstappen entrara en contacto con el auto de su compañero de equipo mientras intentaba pasarlo con tres vueltas para el final, y finalmente terminó décimo. Disfrutó de un fin de semana más exitoso en la siguiente carrera en Baréin, terminando sexto para sumar los primeros puntos de Toro Rosso en el circuito de Sakhir.

#### Red Bull (2016-)

##### 2016: Primera victoria

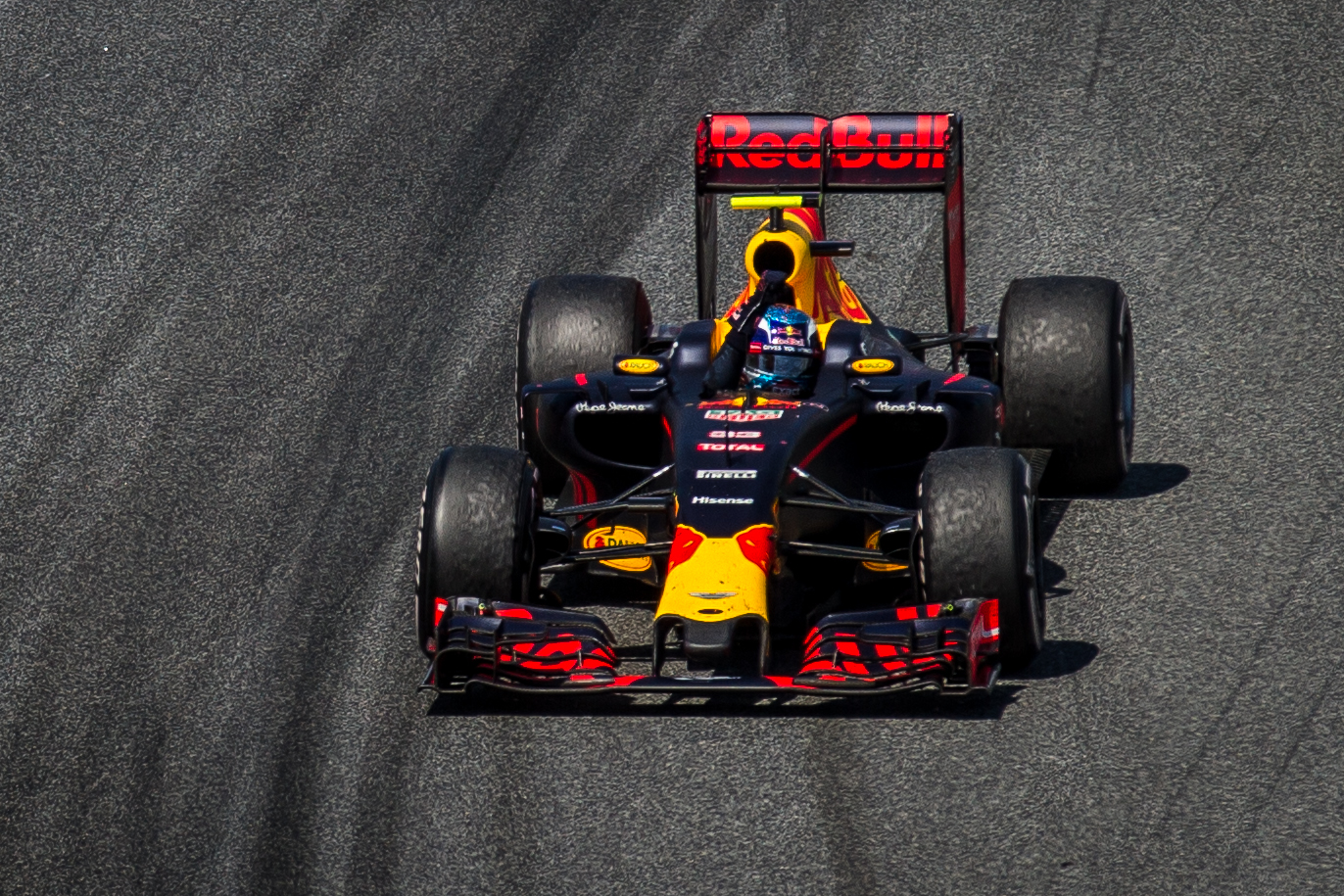
Verstappen en el Gran Premio de España de 2016, donde obtuvo su primera victoria.

El 5 de mayo de 2016, tras sólo cuatro carreras de 2016, Red Bull decide promoverlo a su primer equipo, reemplazando a Daniil Kvyat, quien regresaría a Toro Rosso. El 15 de mayo de 2016, en su carrera de debut con la escudería austríaca, se convirtió en el piloto más joven de la historia en ganar una carrera en la Fórmula 1, con 18 años y 228 días, tras triunfar en la quinta fecha de la temporada en el GP de España. Acumuló un total de siete podios, por lo que finalizó quinto en el campeonato.

##### 2017
En 2017 finalizó tercero en el Gran Premio de China. El 1 de octubre de 2017, un día después de cumplir 20 años triunfó en el GP de Malasia. Finalizó segundo en Japón, cruzando la meta 1,2 segundos por detrás de Hamilton. El 29 de octubre consiguió su tercera victoria en la máxima categoría en el GP de México. Con 12 top 5 en 20 carreras, quedó sexto en el campeonato, por detrás de su compañero, ambos pilotos de Mercedes y de Ferrari.

##### 2018
En 2018, tuvo un inicio de temporada con varios accidentes y percances. En Australia perdió el control de su monoplaza mientras intentaba sobrepasar a Kevin Magnussen, cayendo varios puestos. En Baréin tuvo un incidente en la clasificación y largó 15.º la carrera. En la vuelta 2 debió retirarse por daños en la suspensión trasera tras un golpe con Lewis Hamilton. En China, chocó a Sebastian Vettel cuando se encontraba en el puesto 4. Cayó varios puestos y recibió una sanción, para finalmente ser quinto. En Azerbaiyán se vio envuelto en una intensa batalla con Ricciardo por el cuarto lugar. Tras numerosos cambios de posición entre los compañeros, Ricciardo chocó contra la parte trasera de Verstappen durante un intento de adelantamiento del que el neerlandés se defendió agresivamente, provocando la retirada de ambos coches. Ambos fueron culpados por el equipo y reprendidos por los comisarios.
Fue tercero en España, su primer podio de la temporada. Sin embargo, la carrera tampoco estuvo exenta de incidentes, ya que se había topado con la parte trasera de Lance Stroll durante el período virtual del auto de seguridad, causando daños menores en el monoplaza. Por último, en la sexta carrera en Mónaco, chocó durante los entrenamientos libres 3 y el equipo no pudo reparar los daños antes del inicio de la clasificación, por lo que inició último en la carrera.
Ganó en Austria y en México. En Brasil estaba en la primera posición hasta que, en la vuelta 44, Esteban Ocon (que sería doblado por el líder) lo colisionó y arruinó lo que seguramente sería una victoria de Verstappen. Lewis Hamilton ganó la carrera. Verstappen discutió y llegó a empujar a Ocon luego de finalizar la carrera, por lo cual la FIA lo sancionó con dos días de servicio público.
Finalizó la temporada 2018 en 4.ª posición, detrás de Lewis Hamilton, y ambos pilotos de Ferrari.

##### 2019
Red Bull se asoció con Honda para la temporada 2019 y Daniel Ricciardo se marchó del equipo. El francés Pierre Gasly ocupó, inicialmente, ese asiento libre.

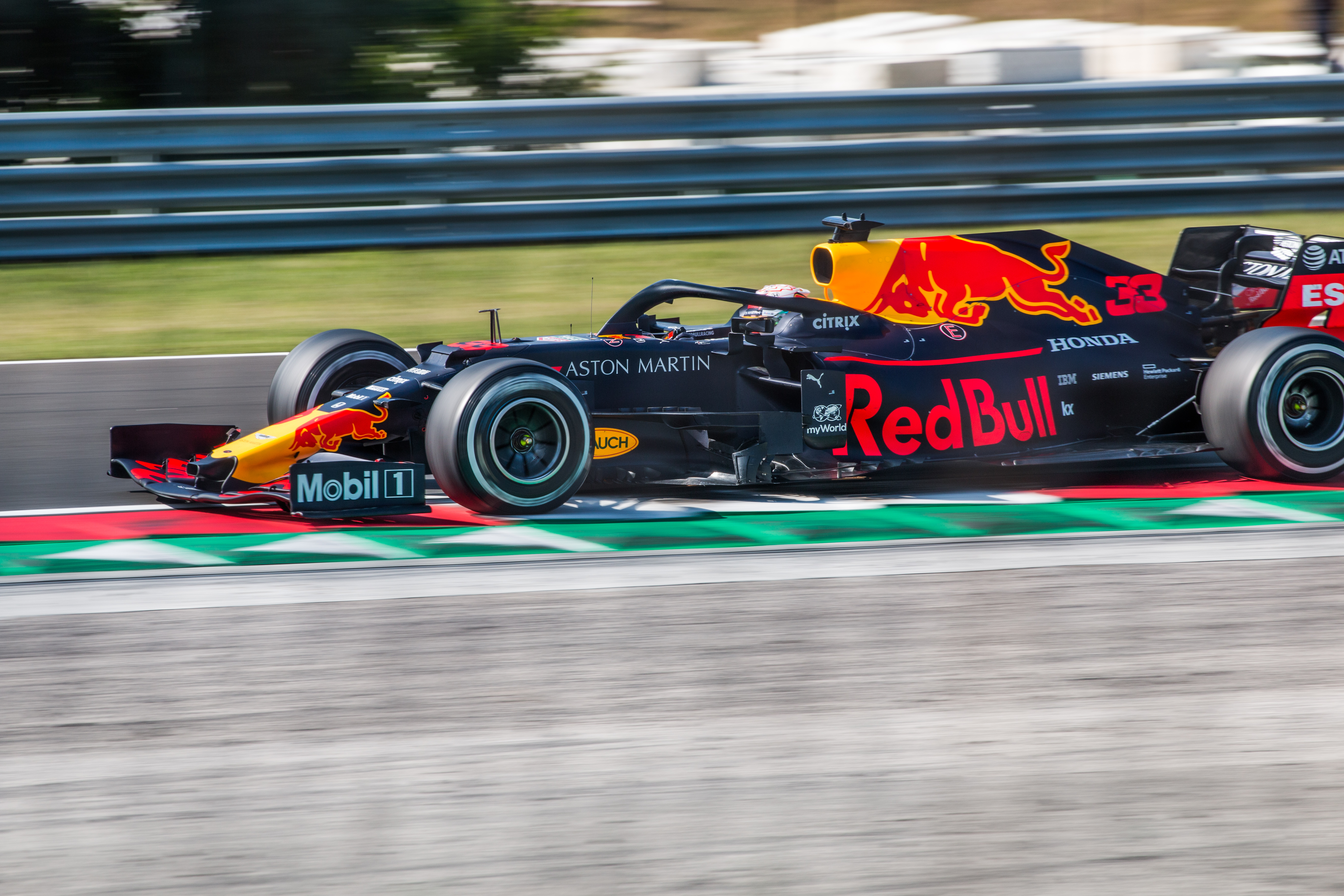
Max Verstappen en el GP de Hungría de 2019.

En las primeras ocho carreras (todas victoria de Mercedes), Verstappen terminó siempre entre los cinco mejores, incluyendo dos podios en Australia y España. En la novena carrera, el GP de Austria, luchó por la victoria con Charles Leclerc de Ferrari. A tres vueltas del final, lo superó, logrando así la primera victoria de Honda desde 2006. En Gran Bretaña, finalizó quinto tras recibir un golpe de Sebastian Vettel cuando peleaba por el podio.
Volvió a la victoria en la siguiente carrera en Alemania. En una carrera marcada por la lluvia, logró la victoria luego de heredar el primer lugar tras un despiste de Lewis Hamilton. En Hungría, Max logró la primera pole position en la categoría y lideró la mayor parte de la carrera antes de ser adelantado en las últimas vueltas por Hamilton, quien había apostado por otra parada por neumáticos nuevos.
En Bélgica, donde el tailandés Alexander Albon remplazó a Gasly en Red Bull por el bajo rendimiento del francés, Verstappen sufrió el primer abandono de la temporada. Subió al podio en Singapur y Estados Unidos, antes de ganar por tercera vez en el GP de Brasil, donde inició desde la pole y luchó con Hamilton. Cerró la temporada con otro podio en Abu Dabi.
Verstappen sumó 278 puntos para finalizar tercero en el campeonato, detrás de los pilotos de Mercedes y delante de los de Ferrari. Logró un total de tres victorias y nueve podios, mientras Gasly y Albon no obtuvieron ningún podio con el equipo.

##### 2020
A inicios de 2020, Red Bull renovó el contrato de Verstappen hasta el 2023.
Inició la temporada con un abandono en Austria por problemas de fiabilidad. Logró podios en Estiria, Hungría y Gran Bretaña. En Hungría, chocó durante la vuelta de instalación. El equipo pudo reparar el monoplaza, para que en carrera alcance el segundo puesto.
Verstappen ganó el Gran Premio del 70.º Aniversario, la quinta fecha del campeonato, delante de los dos Mercedes. Subió al podios en España y Bélgica, antes de padecer dos retiros consecutivos en los Grandes Premios de Italia y Toscana por fallos de fiabilidad. Nuevamente alcanzó el podio en Rusia, Eifel y Portugal, antes de otro retiro en Emilia-Romaña por un pinchazo.
Verstappen tuvo una carrera complicada en Turquía, donde quedó sexto. En las dos carreras en Baréin, subió al podio en la primera y se retiró de la segunda tras chocar contra el muro en la primera vuelta. En el cierre de la temporada en Abu Dabi, logró su única pole del año y ganó la carrera liderando el total de vueltas. Nuevamente finalizó tercero en el campeonato mundial, pero esta vez a nueve puntos del segundo, Valtteri Bottas.

##### 2021: rivalidad con Hamilton y primer título
Para la temporada 2021, Verstappen contaría con el mexicano Sergio Pérez como nuevo compañero de equipo.
Inició su séptima temporada en la Fórmula 1 con una lucha rueda a rueda contra Lewis Hamilton en la pista del Gran Premio de Baréin. Tras empezar desde la pole position por una amplia diferencia, pudo pelear durante toda la carrera, llegando así a superar a Hamilton a unas pocas vueltas del final, pero al haber realizado esta maniobra de adelantamiento por fuera de la pista, tuvo que ceder de vuelta su lugar. De esta manera, Hamilton ganó la carrera.
Tras un error en su clasificación, inició tercero en el Gran Premio de Emilia-Romaña, antes de llegar a la primera curva de la carrera, lograba superar a Pérez y a Hamilton, pilotos que empezaron delante de él. Hamilton sufrió un incidente en mitad de la carrera, por lo que no pudo luchar con Verstappen, quien ganó la carrera. Pero tanto en España como en Portugal, Mercedes tuvo un amplio margen de superioridad, dándole a Verstappen un segundo lugar en cada carrera mencionada.
En el Gran Premio de Mónaco, perdía su oportunidad de tener la pole position a causa de un choque de Charles Leclerc, quien ganaba su pole en casa pero que no pudo empezar la carrera a causa de problemas técnicos. Max largaba primero desde el segundo lugar, delante de Valtteri Bottas, obteniendo una cómoda victoria la cual nunca fue puesta en riesgo.
En Bakú, Red Bull demostró una superioridad total durante la carrera, manteniéndose así Max y Pérez en el primer y segundo lugar respectivamente. A pocas vueltas del final, sin embargo, Verstappen sufrió un reventón en su neumático trasero izquierdo a más de 300 kilómetros por hora en la recta principal del circuito, causando una bandera roja y su retirada. La carrera sería finalmente ganada por su compañero Checo Pérez, seguido de Sebastián Vettel y Pierre Gasly, tras un error de Lewis Hamilton en la resalida del Gran Premio que le llevó a acabar en el puesto 15.º
Gana las siguientes tres carreras en los Grandes Premios de Francia, Estiria y Austria. En la primera de estas, superó a Hamilton a falta de dos vueltas, mientras que en las dos siguientes, en el Red Bull Ring, ganó con amplia diferencia. En el Gran Premio de Gran Bretaña, sin embargo, a pesar de que terminaría primero en la primera carrera clasificatoria de la historia, en la primera vuelta del Gran Premio, y tras una pelea rueda a rueda con Hamilton, este último tocaría su rueda trasera derecha, provocando un gran choque que lo dejaría fuera, a la vez que veía cómo Hamilton recortaba distancia en el campeonato debido a la posterior victoria del británico.
Ya en Hungría, una colisión provocada por Bottas en la primera curva dejaría con daños a Verstappen y fuera de carrera a Pérez. Sin embargo, pudo manejar de todas formas aunque terminando en el lugar 10, convertido en noveno debido a una descalificación de Sebastian Vettel. Llegó la carrera más corta en la historia de la F1, el Gran Premio de Bélgica la cual ganó. Este fue uno de los más interrumpidos, donde la lluvia no paró en casi todo el fin de semana. Obtiene una pole position tras un gran accidente de Lando Norris. En el día de carrera, no se dieron más que unas pocas vueltas detrás del auto de seguridad, causando una demora de tres horas de no relanzamiento de la carrera y otorgando la mitad de puntos a cada piloto.
En el Gran Premio de los Países Bajos domina durante todo el fin de semana y consigue una sólida victoria en su país que le permite retomar el liderato del campeonato de pilotos. En un alocado Gran Premio de Italia, Bottas obtiene la pole tras la segunda carrera clasificatoria, pero tras una penalización por cambios en su monoplaza le cede ese lugar al holandés, largando primero en el día de carrera. Tras una mala largada, pierde su lugar contra Daniel Ricciardo, no pudiendo así recuperar más la primera posición. Llegado el momento de parar en boxes y tras una mala detención, pierde más de 10 segundos y su posibilidad por un podio. Luego, tras una parada similar de Mercedes y Hamilton, se encuentran en pista y, en la primera chicane, causan un accidente quedándose ambos fuera de carrera.
En Rusia, Max penalizaría tres posiciones iniciales tras su choque con Hamilton en Monza, pero esta penalización aumenta ya que monta una nueva unidad de potencia completa, empezando así en el último lugar. Llegando el final de la carrera, era séptimo y parecía que la carrera se definía entre Hamilton y Lando Norris, pero una lluvia en rápido aumento provocó caos en la pista y en las detenciones en boxes. Verstappen sería de los primeros en entrar por neumáticos de lluvia intermedia, permitiéndole recuperar tiempo valioso e ir del octavo lugar al segundo en cuestión de pocas vueltas; aunque a la postre Hamilton se alzaría con la victoria, dejándolo nuevamente debajo del piloto de Mercedes en el campeonato por dos puntos de diferencia.

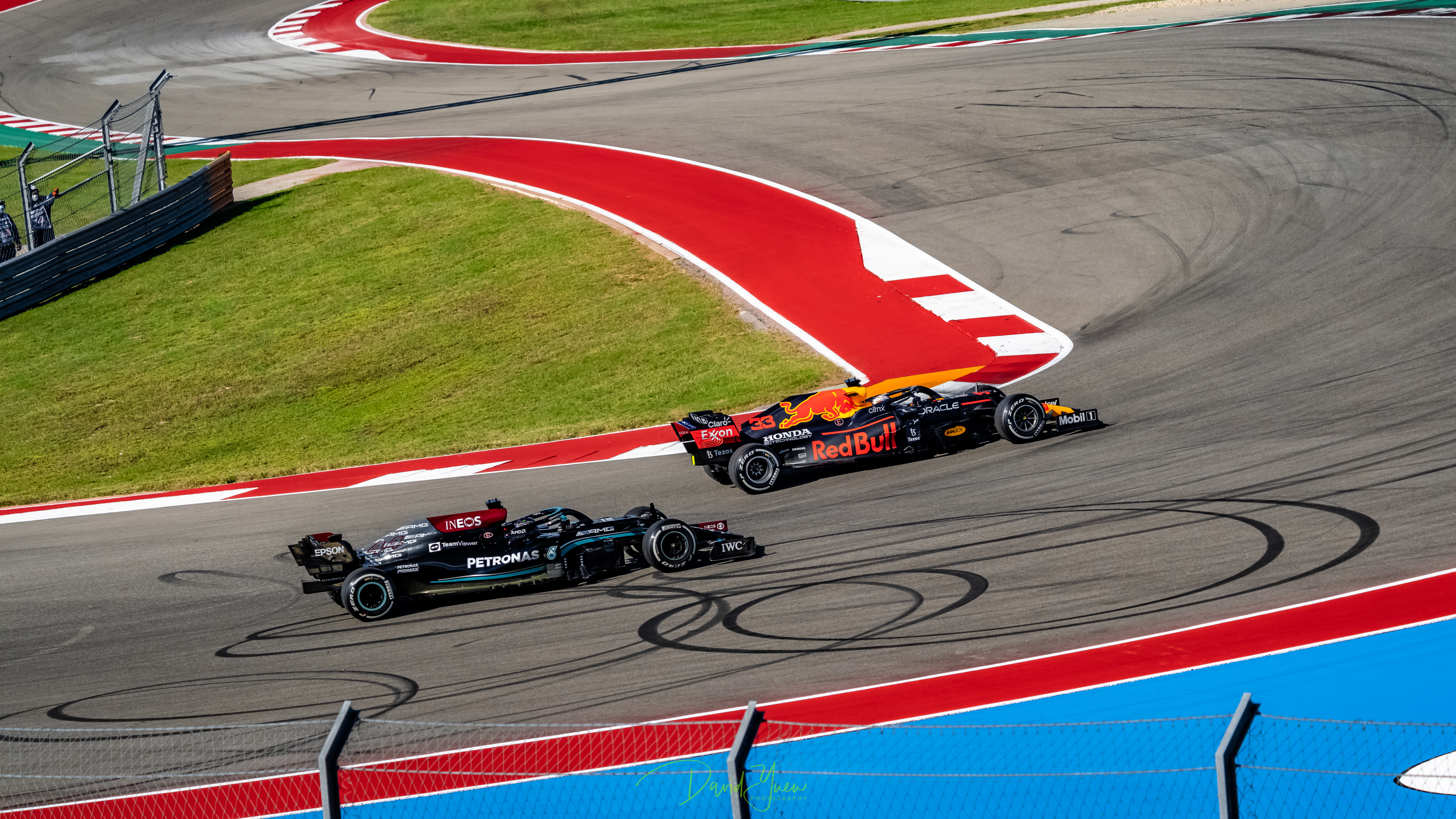
Verstappen defendiéndose de Hamilton en el Gran Premio de los Estados Unidos

En el Gran Premio de Turquía, clasificó segundo con Bottas en la pole. Con la carrera en mojado y los pilotos con neumáticos intermedios durante toda la misma, terminó segundo detrás de Bottas, superando en el campeonato de pilotos a Hamilton por seis puntos. En el Gran Premio de los Estados Unidos, ganó tras lograr defenderse de Hamilton en las últimas vueltas, ampliando su diferencia en el campeonato. En el Gran Premio de la Ciudad de México, clasificó tercero detrás de los dos Mercedes. Al inicio de la carrera, superó a Hamilton y a Bottas, quien había hecho la pole, y ganó la carrera ampliando la diferencia a 19 puntos.
En São Paulo, se corre la carrera Sprint, clasificatoria para la carrera principal. Hamilton había logrado el triunfo, pero fue descalificado por anomalías en su alerón trasero. Verstappen finalizó en segunda posición detrás de Bottas, Hamilton logró remontar del último al quinto puesto. En la carrera principal, Hamilton remontó nuevamente desde la décima posición (había sufrido otra penalización de cinco puestos) a la victoria, delante de Verstappen.
A la antepenúltima carrera de la temporada, en Catar, clasificó segundo pero fue sancionado por no respetar banderas amarillas. Hamilton logró una victoria contundente saliendo desde la primera posición y Verstappen finalizó segundo. El británico logró su tercera victoria consecutiva en Arabia Saudita, que lo dejó en igualdad de puntos con el neerlandés de cara a la última carrera. En esa carrera en el nuevo circuito de la Corniche de Yeda, los contendientes se vieron involucrados en varias maniobras e incidentes, incluyendo uno en el que Verstappen recibió una sanción por frenar abruptamente frente a Hamilton.
Finalmente, en el Gran Premio de Abu Dabi, quien ganara la carrera, o finalizada delante del otro en zona de puntos, sería el campeón de la temporada 2021. Verstappen inició desde la pole, pero Hamilton lo adelantó en la primera vuelta. Tenía un ritmo de carrera inferior y solo pudo acercarse a dos segundos de Hamilton cuando su compañero Pérez ralentizó al británico en las vueltas 20 y 21. A pesar de la gran defensa de su posición, Pérez fue sobrepasado por Hamilton y Verstappen no tenía el ritmo como para acercársele. Permanecería detrás de Hamilton, hasta que, a falta de cuatro vueltas, el piloto de Williams, Nicholas Latifi, sufrió un accidente que obligó a parar la carrera con coche de seguridad. Este hecho decidió el campeonato ya que la diferencia de Hamilton sobre Verstappen era irrecuperable. Verstappen aprovechó el coche de seguridad para ingresar a boxes y colocar mejores neumáticos de cara a la relanzada, pero Hamilton no lo hizo. La carrera se relanzó a falta de una sola vuelta, con Hamilton primero y Verstappen segundo. El neerlandés logró adelantar a su rival en la curva 5 y ganar su primer campeonato mundial.

##### 2022: bicampeonato
El 3 de marzo de 2022, Max renueva con Red Bull en un contrato a largo plazo que lo mantiene en el equipo hasta finales de 2028. En este año, el equipo contó con un monoplaza notablemente superior al resto. Sufrió abandonos en dos de las primeras tres carreras de la temporada, en Baréin y Australia, donde venció Charles Leclerc, mientras que en Arabia Saudita logra su primera victoria en el año. Seguido de los grandes premios de Imola y Miami, donde ganó, en el GP de España, rebasa a Leclerc y pasa a liderar el campeonato. Tras un tercer puesto en Mónaco y dos victorias en Bakú y Montreal, tiene un traspié en Gran Bretaña, donde termina séptimo debido a una pieza incrustada en el piso de su monoplaza que afectó su rendimiento. En casa de Red Bull, en Austria, termina segundo detrás de Leclerc. A partir de Francia, logra una racha de 5 victorias consecutivas, destacando Bélgica, donde remontó desde la decimocuarta posición debido a una sanción. En Singapur, tuvo un fin de semana complicado tanto en clasificación como en carrera, terminando séptimo. En octubre, triunfa en el GP de Japón y se corona como campeón mundial, con una diferencia de más de 100 puntos con Pérez y Leclerc. Ganó su segundo título habiendo logrado 15 victorias a lo largo de la temporada, lo cual es un récord en Fórmula 1. Ganó también en Estados Unidos y México y concluyó la temporada con una más en la cita final en Abu Dabi. Finalmente, sumó 454 puntos, ante los 308 de Charles Leclerc, quien ganó tres carreras y fue subcampeón, mientras que Sergio Pérez quedó tercero con 305.

##### 2023: dominio absoluto y tercer título
Inicia la temporada en Baréin en lo más alto, con pole y victoria. En Arabia Saudita, sufre problemas de motor en clasificación y arranca desde el decimoquinto puesto, para remontar en carrera hasta el segundo lugar, detrás de Pérez. Vuelve a ganar desde la pole en Australia, a pesar de perder posiciones ante los pilotos de Mercedes durante la carrera. Termina segundo en Azerbaiyán, detrás de su compañero. Arranca una racha imparable de triunfos en Miami, donde remonta desde el noveno hasta el primer lugar. Gana con comodidad las siguientes cinco carreras, todas desde la pole position.
En Hungría, Hamilton le arrebata la pole por 0.003 segundos, pero Max se termina llevando la victoria en carrera. Con este logro, Red Bull supera el récord de 11 victorias consecutivas que mantenía McLaren desde 1988. Es el más rápido en la clasificación de Bélgica, pero es penalizado con cinco lugares por cambios en su monoplaza, no obstante, lidera la carrera desde la vuelta 17 hasta el final. Con la victoria de Italia, se convierte en el piloto con más victorias consecutivas de la F1, sobrepasando la racha de 9 victorias de Sebastian Vettel en 2013.
Singapur presentó ser un problema serio para los Red Bull, ambos coches eliminados en Q2, con una difícil remontada por delante. Verstappen termina quinto, primera vez en el año fuera del podio, mientras que Pérez termina octavo. Con la victoria de Max en Japón, Red Bull se consagra campeón de constructores, siendo este su sexto título. En Catar, se convierte en tricampeón al finalizar segundo en la carrera sprint, teniendo una diferencia de 180 puntos con Pérez, quien era su inmediato perseguidor. Continua ganando en todas las carreras restantes, terminando el año con un puntaje imbatible de 575 puntos, con 19 victorias en 22 carreras.

##### 2024: cuarto título
Con una nueva temporada, Red Bull reafirma su dominio en la primera carrera en Baréin, con Verstappen logrando un Grand Chelem, seguido de Pérez en el podio. Logran nuevamente el 1-2 en Arabia Saudita. En Australia, tiene serios problemas con los frenos traseros en el inicio de carrera, retirándose finalmente en la vuelta 5. Con este abandono, termina una racha de 9 victorias que mantenía desde Japón el año pasado. Triunfa en terreno asiático, en los circuitos de Suzuka y Shanghái. En Miami, pierde el liderato ante Norris luego de la salida del auto de seguridad a mitad de carrera y termina segundo. Luego de conseguir la pole en Imola, Max disputó en un simulador las 24 horas de Nürburgring de SIM Racing, saliendo victorioso con su equipo. En carrera, fue sancionado con la bandera dividida por tres salidas de límites de pista y es acechado hacia el final por Norris, pero termina ganando con 0.725 segundos de diferencia.
Mónaco lo dejó relegado al sexto puesto tanto en clasificación como en carrera. En Canadá, quedó segundo en Q3 luego de igualar el tiempo de vuelta de Russell, 1:12.000 segundos; y gana tras una complicada carrera con tiempo variable y accidentes. Arrancando segundo detrás de Norris en España, larga mejor que el británico y ambos se disputan el liderato durante la carrera, venciendo finalmente el holandés. En Austria, casa de Red Bull, dominó tanto la carrera sprint como la clasificación, y en iguales condiciones se mantuvo en la mayor parte de la carrera del domingo. Sin embargo, a partir de la vuelta 58, le tocó defender el primer puesto frente a un agresivo Norris, escalando la pelea hasta un toque en curva en la vuelta 64 donde ambos pierden una rueda. Tras parar en boxes, y con una penalizacion de 10 segundos por lo ocurrido, cierra amargamente el fin de semana en quinto lugar.

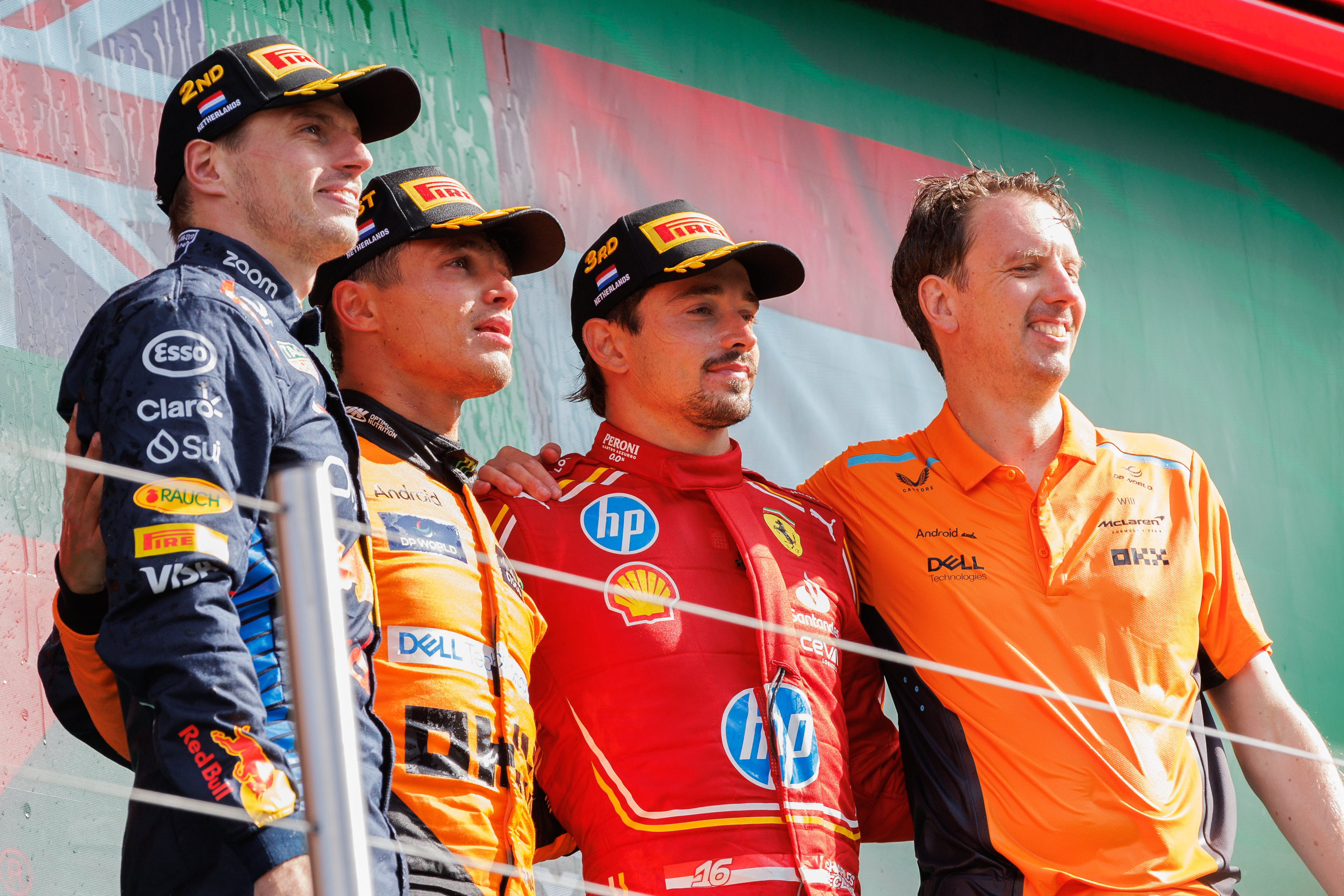
Verstappen junto a Norris y Leclerc, en el podio de Zandvoort.

En Gran Bretaña, clasificó cuarto y logró adelantar a Norris en últimas vueltas de carrera, finalizando segundo detrás de Hamilton. Partiendo tercero en Hungría, tuvo varios incidentes, saliéndose de pista en la lucha con los McLaren y con Hamilton, y sobre el final de carrera, tuvo un choque con este último al tratar de adelantarlo por el interior, haciendo saltar su coche y perdiendo tiempo valioso, terminando finalmente en quinto lugar. En Bélgica, consiguió la pole con amplia diferencia de tiempo, pero arrancaría undécimo al ser penalizado 10 posiciones por cambio de motor, desde allí remontó hasta el quinto puesto, convertido en cuarto luego de la descalificación de Russell.
El neerlandés volvió al podio en su carrera de casa, tras ser segundo ante un Norris que continuó recortando puntos en el campeonato con una victoria dominante. Tras dos carreras fuera del podio, fue segundo en Singapur, detrás de Norris, y tercero en Estados Unidos, detrás de los Ferrari. Luego, en la Ciudad de México, fue sexto. En São Paulo, Verstappen logró una destacada victoria en pista mojada, tras haber iniciado en la decimoséptima posición, gracias a sus adelantamientos en la primera parte de la carrera y a no cambiar neumáticos antes de una bandera roja, lo que le permitió montar neumáticos de lluvia extrema sin el tiempo que se pierde en una detención. Poco después se puso líder y batió el récord de la carrera en numerosas ocasiones para ganar por casi 20 segundos de ventaja sobre el segundo clasificado. Tras eso, llegó al GP de Las Vegas con posibilidades matemáticas de ser campeón, lo cual logró con un quinto puesto, al aventajar a su rival Lando Norris por 63 puntos, a falta de 60 en juego. Luego, llegó su novena victoria del año en Catar y fue sexto en Abu Dabi para cerrar el año.

## Vida personal
Nació en Hasselt, Bélgica en 1997. Hasta cumplir sus 18 años, no poseía nacionalidad neerlandesa, sino solamente la licencia deportiva, y hasta ese momento residía en la ciudad belga de Maaseik, en la frontera con los Países Bajos. Él decidió pilotar profesionalmente bajo la bandera neerlandesa porque "se siente más neerlandés". En 2015 sostuvo que: "En realidad, solo vivía en Bélgica para dormir, pero durante el día iba a los Países Bajos y tenía a mis amigos allí también. Me criaron como neerlandés y así es como me siento".
Su padre Jos (de origen neerlandés), también fue piloto de Fórmula 1 en los 90 y los 2000 (junto con Max, son los dos únicos pilotos neerlandeses en subir a un podio de esta categoría). Su madre, Sophie Kumpen (de origen belga), fue piloto de karting y su tío Anthony Kumpen ha sido campeón en NASCAR Whelen Euro Series. Tiene una hermana menor, Victoria Verstappen, y dos medio hermanos también menores, hijos de su padre.
Desde octubre de 2015 reside en Montecarlo, Mónaco, al igual que varios pilotos de la categoría como Valtteri Bottas, Daniel Ricciardo o el excampeón de 2016, Nico Rosberg.
En 2021, oficializó su relación con la brasileña Kelly Piquet, hija del tricampeón de Fórmula 1 Nelson Piquet y expareja de Daniil Kvyat. En mayo de 2025, previo al Gran Premio de Miami, nació Lily, la primera hija de Max.

## Resumen de carrera
| Temporada | Categoría                                 | Equipo                       | Carreras          | Victorias         | Poles             | VR                | Podios            | Puntos            | Pos.              |
| --------- | ----------------------------------------- | ---------------------------- | ----------------- | ----------------- | ----------------- | ----------------- | ----------------- | ----------------- | ----------------- |
| 2014      | Florida Winter Series                     | —                            | 12                | 4                 | 3                 | 3                 | 7                 | —                 | 3.º               |
| 2014      | Campeonato Europeo de Fórmula 3 de la FIA | Van Amersfoort Racing        | 33                | 10                | 7                 | 7                 | 16                | 411               | 3.º               |
| 2014      | Gran Premio de Macao                      | Van Amersfoort Racing        | 1                 | 0                 | 0                 | 1                 | 0                 | N/A               | 7.º               |
| 2014      | Masters de Fórmula 3                      | Motopark                     | 1                 | 1                 | 1                 | 0                 | 1                 | N/A               | 1.º               |
| 2014      | Fórmula 1                                 | Scuderia Toro Rosso          | Piloto de pruebas | Piloto de pruebas | Piloto de pruebas | Piloto de pruebas | Piloto de pruebas | Piloto de pruebas | Piloto de pruebas |
| 2015      | Fórmula 1                                 | Scuderia Toro Rosso          | 19                | 0                 | 0                 | 0                 | 0                 | 49                | 12.º              |
| 2016      | Fórmula 1                                 | Scuderia Toro Rosso          | 4                 | 0                 | 0                 | 0                 | 0                 | 204               | 5.º               |
| 2016      | Fórmula 1                                 | Red Bull Racing              | 17                | 1                 | 0                 | 1                 | 7                 | 204               | 5.º               |
| 2017      | Fórmula 1                                 | Red Bull Racing              | 20                | 2                 | 0                 | 1                 | 4                 | 168               | 6.º               |
| 2018      | Fórmula 1                                 | Aston Martin Red Bull Racing | 21                | 2                 | 0                 | 2                 | 11                | 248               | 4.º               |
| 2019      | Fórmula 1                                 | Aston Martin Red Bull Racing | 21                | 3                 | 2                 | 4                 | 9                 | 278               | 3.º               |
| 2020      | Fórmula 1                                 | Aston Martin Red Bull Racing | 17                | 2                 | 1                 | 3                 | 11                | 214               | 3.º               |
| 2021      | Fórmula 1                                 | Red Bull Racing Honda        | 22                | 10                | 10                | 6                 | 18                | 395.5             | 1.º               |
| 2022      | Fórmula 1                                 | Oracle Red Bull Racing       | 22                | 15                | 7                 | 5                 | 17                | 454               | 1.º               |
| 2023      | Fórmula 1                                 | Oracle Red Bull Racing       | 22                | 19                | 12                | 9                 | 21                | 575               | 1.º               |
| 2024      | Fórmula 1                                 | Oracle Red Bull Racing       | 24                | 9                 | 9                 | 3                 | 14                | 437               | 1.º               |
| 2025      | Fórmula 1                                 | Oracle Red Bull Racing       | Disputándose      | Disputándose      | Disputándose      | Disputándose      | Disputándose      | Disputándose      | Disputándose      |
| Fuente:   |                                           |                              |                   |                   |                   |                   |                   |                   |                   |

## Resultados

### Campeonato Europeo de Fórmula 3 de la FIA
(Clave) (negrita indica pole position) (cursiva indica vuelta rápida)

| Año     | Escudería             | Motor      | 1         | 2       | 3       | 4         | 5         | 6       | 7       | 8         | 9         | 10        | 11       | 12      | 13    | 14      | 15      | 16    | 17      | 18      | 19      | 20        | 21      | 22      | 23      | 24       | 25    | 26        | 27    | 28        | 29    | 30      | 31    | 32      | 33      | Pos. | Puntos |
| ------- | --------------------- | ---------- | --------- | ------- | ------- | --------- | --------- | ------- | ------- | --------- | --------- | --------- | -------- | ------- | ----- | ------- | ------- | ----- | ------- | ------- | ------- | --------- | ------- | ------- | ------- | -------- | ----- | --------- | ----- | --------- | ----- | ------- | ----- | ------- | ------- | ---- | ------ |
| 2014    | Van Amersfoort Racing | Volkswagen | SIL 1 Ret | SIL 2 5 | SIL 3 2 | HOC 1 Ret | HOC 2 DNS | HOC 3 1 | PAU 1 3 | PAU 2 Ret | PAU 3 Ret | HUN 1 Ret | HUN 2 16 | HUN 3 4 | SPA 1 | SPA 2 1 | SPA 3 1 | NOR 1 | NOR 2 1 | NOR 3 1 | MSC 1 3 | MSC 2 Ret | MSC 3 2 | RBR 1 5 | RBR 2 4 | RBR 3 12 | NÜR 1 | NÜR 2 Ret | NÜR 3 | IMO 1 Ret | IMO 2 | IMO 3 1 | HOC 1 | HOC 2 5 | HOC 3 6 | 3.º  | 411    |
| Fuente: |                       |            |           |         |         |           |           |         |         |           |           |           |          |         |       |         |         |       |         |         |         |           |         |         |         |          |       |           |       |           |       |         |       |         |         |      |        |

### Fórmula 1
(Clave) (negrita indica pole position) (cursiva indica vuelta rápida)

| Año     | Escudería                    | 1       | 2       | 3       | 4       | 5       | 6       | 7       | 8       | 9       | 10       | 11      | 12      | 13      | 14       | 15     | 16      | 17      | 18      | 19     | 20    | 21     | 22    | 23     | 24    | Pos. | Puntos |
| ------- | ---------------------------- | ------- | ------- | ------- | ------- | ------- | ------- | ------- | ------- | ------- | -------- | ------- | ------- | ------- | -------- | ------ | ------- | ------- | ------- | ------ | ----- | ------ | ----- | ------ | ----- | ---- | ------ |
| 2014    | Scuderia Toro Rosso          | AUS     | MYS     | BHR     | CHN     | ESP     | MON     | CAN     | AUT     | GBR     | GER      | HUN     | BEL     | ITA     | SIN      | JPN TD | RUS     | USA TD  | BRA TD  | ABU    |       |        |       |        |       |      |        |
| 2015    | Scuderia Toro Rosso          | AUS Ret | MYS 7   | CHN 17† | BHR Ret | ESP 11  | MON Ret | CAN 15  | AUT 8   | GBR Ret | HUN 4    | BEL 8   | ITA 12  | SIN 8   | JPN 9    | RUS 10 | USA 4   | MEX 9   | BRA 9   | ABU 16 |       |        |       |        |       | 12.º | 49     |
| 2016    | Scuderia Toro Rosso          | AUS 10  | BHR 6   | CHN 8   | RUS Ret |         |         |         |         |         |          |         |         |         |          |        |         |         |         |        |       |        |       |        |       | 5.º  | 204    |
| 2016    | Red Bull Racing              |         |         |         |         | ESP 1   | MON Ret | CAN 4   | EUR 8   | AUT 2   | GBR 2    | HUN 5   | GER 3   | BEL 11  | ITA 7    | SIN 6  | MYS 2   | JPN 2   | USA Ret | MEX 4  | BRA 3 | ABU 4  |       |        |       | 5.º  | 204    |
| 2017    | Red Bull Racing              | AUS 5   | CHN 3   | BHR Ret | RUS 5   | ESP Ret | MON 5   | CAN Ret | AZE Ret | AUT Ret | GBR 4    | HUN 5   | BEL Ret | ITA 10  | SIN Ret  | MYS 1  | JPN 2   | USA 4   | MEX 1   | BRA 5  | ABU 5 |        |       |        |       | 6.º  | 168    |
| 2018    | Aston Martin Red Bull Racing | AUS 6   | BHR Ret | CHN 5   | AZE Ret | ESP 3   | MON 9   | CAN 3   | FRA 2   | AUT 1   | GBR 15†  | GER 4   | HUN Ret | BEL 3   | ITA 5    | SIN 2  | RUS 5   | JPN 3   | USA 2   | MEX 1  | BRA 2 | ABU 3  |       |        |       | 4.º  | 248    |
| 2019    | Aston Martin Red Bull Racing | AUS 3   | BHR 4   | CHN 4   | AZE 4   | ESP 3   | MON 4   | CAN 5   | FRA 4   | AUT 1   | GBR 5    | GER 1   | HUN 2   | BEL Ret | ITA 8    | SIN 3  | RUS 4   | JPN Ret | MEX 6   | USA 3  | BRA 1 | ABU 2  |       |        |       | 3.º  | 278    |
| 2020    | Aston Martin Red Bull Racing | AUT Ret | EST 3   | HUN 2   | GBR 2   | 70A 1   | ESP 2   | BEL 3   | ITA Ret | TOS Ret | RUS 2    | EIF 2   | POR 3   | EMI Ret | TUR 6    | BHR 2  | SAK Ret | ABU 1   |         |        |       |        |       |        |       | 3.º  | 214    |
| 2021    | Red Bull Racing Honda        | BHR 2   | EMI 1   | POR 2   | ESP 2   | MON 1   | AZE 18† | FRA 1   | EST 1   | AUT 1   | GBR Ret1 | HUN 9   | BEL 1~  | NED 1   | ITA Ret2 | RUS 2  | TUR 2   | USA 1   | MEX 1   | SÃO 2  | QAT 2 | ARA 2  | ABU 1 |        |       | 1.º  | 395.5  |
| 2022    | Oracle Red Bull Racing       | BHR 19† | ARA 1   | AUS Ret | EMI 1   | MIA 1   | ESP 1   | MON 3   | AZE 1   | CAN 1   | GBR 7    | AUT 21  | FRA 1   | HUN 1   | BEL 1    | NED 1  | ITA 1   | SIN 7   | JPN 1   | USA 1  | MEX 1 | SÃO 64 | ABU 1 |        |       | 1.º  | 454    |
| 2023    | Oracle Red Bull Racing       | BHR 1   | ARA 2   | AUS 1   | AZE 23  | MIA 1   | MON 1   | ESP 1   | CAN 1   | AUT 1   | GBR 1    | HUN 1   | BEL 1   | NED 1   | ITA 1    | SIN 5  | JPN 1   | QAT 12  | USA 1   | MEX 1  | SÃO 1 | LVG 1  | ABU 1 |        |       | 1.º  | 575    |
| 2024    | Oracle Red Bull Racing       | BHR 1   | ARA 1   | AUS Ret | JPN 1   | CHN 1   | MIA 21  | EMI 1   | MON 6   | CAN 1   | ESP 1    | AUT 51  | GBR 2   | HUN 5   | BEL 4    | NED 2  | ITA 6   | AZE 5   | SIN 2   | USA 31 | MEX 6 | SÃO 14 | LVG 5 | QAT 18 | ABU 6 | 1.º  | 437    |
| 2025*   | Oracle Red Bull Racing       | AUS 2   | CHN 43  | JPN 1   | BHR 6   | ARA 2   | MIA 4   | EMI 1   | MON 4   | ESP 10  | CAN 2    | AUT Ret | GBR 5   | BEL 41  | HUN 9    | NED    | ITA     | AZE     | SIN     | USA    | MEX   | SÃO    | LVG   | QAT    | ABU   | 3.º  | 187    |
| Fuente: |                              |         |         |         |         |         |         |         |         |         |          |         |         |         |          |        |         |         |         |        |       |        |       |        |       |      |        |

- * Temporada en progreso.

## Balance con compañeros de equipo en Fórmula 1
| Año     | Compañero        | Clasificación | Carrera      | Puntos       |
| ------- | ---------------- | ------------- | ------------ | ------------ |
| 2015    | Carlos Sainz Jr. | 9-10          | 8-9          | 49-18        |
| 2016    | Carlos Sainz Jr. | 3-1           | 1-1          | 13-4         |
| 2016    | Daniel Ricciardo | 6-11          | 7-8          | 191-220      |
| 2017    | Daniel Ricciardo | 13-7          | 5-2          | 168-200      |
| 2018    | Daniel Ricciardo | 14-7          | 8-4          | 249-170      |
| 2019    | Pierre Gasly     | 11-1          | 10-1         | 181-63       |
| 2019    | Alexander Albon  | 8-1           | 5-2          | 97-76        |
| 2020    | Alexander Albon  | 17-0          | 11-0         | 214-105      |
| 2021    | Sergio Pérez     | 20-2          | 17-1         | 395,5-190    |
| 2022    | Sergio Pérez     | 18-4          | 15-3         | 454-305      |
| 2023    | Sergio Pérez     | 20-2          | 20-2         | 575-285      |
| 2024    | Sergio Pérez     | 23-1          | 23-1         | 437-152      |
| 2025    | Liam Lawson      | 2-0           | 2-0          | 36-0         |
| 2025    | Yuki Tsunoda     | Disputándose  | Disputándose | Disputándose |
| Fuente: |                  |               |              |              |

## Récords

### Récords en Fórmula 1
Verstappen ostenta diversos récords en Fórmula 1:
| Récord                                      | Récord             | Gran Premio                      | Ref.    |
| ------------------------------------------- | ------------------ | -------------------------------- | ------- |
| Piloto más joven en comenzar un Gran Premio | 17 años y 166 días | Gran Premio de Australia de 2015 | [ 109 ] |
| Piloto más joven en sumar puntos            | 17 años y 180 días | Gran Premio de Malasia de 2015   | [ 110 ] |
| Piloto más joven en ganar un Gran Premio    | 18 años y 228 días | Gran Premio de España de 2016    | [ 111 ] |
| Piloto más joven en subir al podio          | 18 años y 228 días | Gran Premio de España de 2016    | [ 112 ] |
| Piloto más joven en liderar una vuelta      | 18 años y 228 días | Gran Premio de España de 2016    | [ 113 ] |
| Piloto más joven lograr la vuelta rápida    | 19 años y 44 días  | Gran Premio de Brasil de 2016    | [ 114 ] |
| Piloto más joven en lograr el Grand Chelem  | 23 años y 277 días | Gran Premio de Austria de 2021   | [ 115 ] |

- En el Gran Premio de Hungría de 2019 se convirtió en el primer neerlandés en lograr la pole position en la F1 y ser el piloto número 100 en lograrla.[116]
- En el Gran Premio de Mónaco de 2021 se convirtió en el primer neerlandés en liderar el campeonato.[117]
- En 2021 se convirtió en el piloto con más podios en una temporada.[118]
- En 2022 se convirtió en el piloto con más victorias y más puntos en una temporada.[119]
- En 2024 es el piloto que más posiciones de salida diferentes ha convertido en victoria: 10.[120]
- En el Gran Premio de los Países Bajos de 2023 igualó el récord de Sebastian Vettel de nueve victorias consecutivas en una temporada.[121] En el Gran Premio posterior superó dicho récord con diez victorias.[122] Cuando la prensa le preguntó a Toto Wolff, el jefe de equipo de la escudería Mercedes-AMG, acerca de este logro, Wolff declaró que esa clase de marcas son simplemente para dejarlas en Wikipedia.[123]

## Premios y condecoraciones
| Distinción                                      | Año  | Ref.    |
| ----------------------------------------------- | ---- | ------- |
| Premio Joven Talento NOC*NSF                    | 2014 | [ 124 ] |
| FIA Prize Giving Ceremony: Acción del Año       | 2014 | [ 125 ] |
| FIA Prize Giving Ceremony: Personalidad del Año | 2015 | [ 126 ] |
| FIA Prize Giving Ceremony: Acción del Año       | 2015 | [ 126 ] |
| FIA Prize Giving Ceremony: Novato del Año       | 2015 | [ 126 ] |
| FIA Prize Giving Ceremony: Personalidad del Año | 2016 | [ 127 ] |
| FIA Prize Giving Ceremony: Acción del Año       | 2016 | [ 127 ] |
| Trofeo Lorenzo Bandini                          | 2016 | [ 128 ] |
| Deportista Neerlandés del Año                   | 2016 | [ 129 ] |
| FIA Prize Giving Ceremony: Personalidad del Año | 2017 | [ 130 ] |
| FIA Prize Giving Ceremony: Acción del Año       | 2019 | [ 131 ] |
| Deportista Neerlandés del Año                   | 2021 | [ 132 ] |
| Premio Laureus: Deportista del Año 2021         | 2022 | [ 133 ] |